# Gary Anderson (giocatore di freccette)
Gary Anderson (Musselburgh, 22 dicembre 1970) è un giocatore di freccette scozzese.
Gioca per la Professional Darts Corporation, ed è un ex numero uno al mondo di BDO e WDF. Ha vinto due volte il PDC World Darts Championship, nel 2015 e nel 2016. Il suo soprannome è The Flying Scotsman.
Anderson è famoso per la bravura nel mettere a segno punteggi alti e per la bellezza e pulizia del suo tiro tanto che il suo è considerato da molti esperti il “the perfect throw”.

## Statistiche

### Risultati del campionato del mondo

#### BDO
- 2002: Primo round (perso contro Stefan Nagy 0–3)
- 2003: Semi-finali (perso contro Ritchie Davies 2–5)
- 2004: Primo round (perso contro Tony O'Shea 0–3)
- 2005: Primo round (perso contro Raymond van Barneveld 0–3)
- 2006: Secondo round (perso contro Raymond van Barneveld 1–4)
- 2007: Primo round (perso contro Albertino Essers 1–3)
- 2008: Primo round (perso contro Fabian Roosenbrand 2–3)
- 2009: Quarti-finale (perso contro Tony O'Shea 3–5)

#### PDC
- 2010: Secondo round (perso contro Ronnie Baxter 0–4)
- 2011: Secondo (perso contro Adrian Lewis 5–7)
- 2012: Quarti-finale (perso contro Simon Whitlock 1–5)
- 2013: Terzo round (perso contro Raymond van Barneveld 0–4)
- 2014: Terzo round (perso contro Michael van Gerwen 3–4)
- 2015: Vincitore (ha battuto Phil Taylor 7–6)
- 2016: Vincitore (ha battuto Adrian Lewis 7–5)
- 2017: Secondo (perso contro Michael van Gerwen 3–7)
- 2018: Quarti-finale (perso contro Phil Taylor 3–5)
- 2019: Semi-finali (perso contro Michael van Gerwen 1–6)
- 2020: Quarto round (perso contro Nathan Aspinall 2–4)
- 2021: Secondo (perso contro Gerwyn Price 3–7)
- 2022: Semi-finali (perso contro Peter Wright 4–6)
- 2023: Terzo round (perso contro Chris Dobey 1–4)

### Finali di carriera

#### Finali principali BDO: 4 (4 titoli)
| Legenda                          |
| World Darts Trophy (1–0)         |
| Zuiderduin Masters (2–0)         |
| International Darts League (1–0) |

| Risultato | No. | Anno | Campionato                 | Sfidante in finale | Punteggio |
| Vincitore | 1.  | 2007 | International Darts League | Mark Webster       | 13–9 (s)  |
| Vincitore | 2.  | 2007 | World Darts Trophy         | Phil Taylor        | 7–3 (s)   |
| Vincitore | 3.  | 2007 | Zuiderduin Masters         | Mark Webster       | 5–4 (s)   |
| Vincitore | 4.  | 2008 | Zuiderduin Masters         | Scott Waites       | 5–4 (s)   |

#### Finali principali PDC: 21 (8 titoli, 13 secondi classificati)
| Legenda                            |
| World Championship (2–3)           |
| World Matchplay (1–1)              |
| Premier League (2–0)               |
| World Grand Prix (0–1)             |
| Grand Slam (0–2)                   |
| UK Open (1–1)                      |
| The Masters (0–1)                  |
| Players Championship Finals (1–1)  |
| Champions League of Darts (1–1)    |
| European Championship (0–1)        |
| World Series of Darts Finals (0–1) |

| Risultato | No. | Anno | Campionato                   | Sfidante in finale    | Punteggio |
| Secondo   | 1.  | 2010 | UK Open                      | Phil Taylor           | 5–11 (l)  |
| Secondo   | 2.  | 2011 | Campionato del mondo (1)     | Adrian Lewis          | 5–7 (s)   |
| Secondo   | 3.  | 2011 | Players Championship Finals  | Phil Taylor           | 12–13 (l) |
| Vincitore | 1.  | 2011 | Premier League (1)           | Adrian Lewis          | 10–4 (l)  |
| Secondo   | 4.  | 2011 | Grand Slam of Darts (1)      | Phil Taylor           | 4–16 (l)  |
| Vincitore | 2.  | 2014 | Players Championship Finals  | Adrian Lewis          | 11–6 (l)  |
| Vincitore | 3.  | 2015 | Campionato del mondo (1)     | Phil Taylor           | 7–6 (s)   |
| Vincitore | 4.  | 2015 | Premier League (2)           | Michael van Gerwen    | 11–7 (l)  |
| Secondo   | 5.  | 2015 | European Championship        | Michael van Gerwen    | 10–11 (l) |
| Vincitore | 5.  | 2016 | Campionato del mondo (2)     | Adrian Lewis          | 7–5 (s)   |
| Secondo   | 6.  | 2016 | World Grand Prix             | Michael van Gerwen    | 2–5 (s)   |
| Secondo   | 7.  | 2017 | Campionato del mondo (2)     | Michael van Gerwen    | 3–7 (s)   |
| Secondo   | 8.  | 2017 | The Masters                  | Michael van Gerwen    | 7–11 (l)  |
| Secondo   | 9.  | 2017 | Champions League of Darts    | Mensur Suljović       | 9–11 (l)  |
| Secondo   | 10. | 2017 | World Series of Darts Finals | Michael van Gerwen    | 6–11 (l)  |
| Vincitore | 6.  | 2018 | UK Open                      | Corey Cadby           | 11–7 (l)  |
| Vincitore | 7.  | 2018 | World Matchplay              | Mensur Suljović       | 21–19 (l) |
| Vincitore | 8.  | 2018 | Champions League of Darts    | Peter Wright          | 11–4 (l)  |
| Secondo   | 11. | 2018 | Grand Slam of Darts (2)      | Gerwyn Price          | 13–16 (l) |
| Secondo   | 12. | 2020 | World Matchplay              | Dimitri Van den Bergh | 10–18 (l) |
| Secondo   | 13. | 2021 | Campionato del mondo (3)     | Gerwyn Price          | 3–7 (s)   |

#### Finali della serie mondiale PDC: 7 (6 titoli, 1 secondo classificato)
| Legenda                     |
| World Series of Darts (6–1) |

| Risultato | No. | Anno | Campionato             | Sfidante in finale    | Punteggio |
| Vincitore | 1.  | 2016 | Dubai Darts Masters    | Michael van Gerwen    | 11–9 (l)  |
| Vincitore | 2.  | 2016 | Auckland Darts Masters | Adrian Lewis          | 11–7 (l)  |
| Vincitore | 3.  | 2016 | Tokyo Darts Masters    | Michael van Gerwen    | 8–6 (l)   |
| Vincitore | 4.  | 2017 | Dubai Darts Masters    | Michael van Gerwen    | 11–7 (l)  |
| Vincitore | 5.  | 2017 | Perth Darts Masters    | Raymond van Barneveld | 11–7 (l)  |
| Vincitore | 6.  | 2018 | US Darts Masters       | Rob Cross             | 8–4 (l)   |
| Secondo   | 1.  | 2022 | Nordic Darts Masters   | Dimitri Van den Bergh | 5–11 (l)  |

#### Finali a squadre PDC: 3 (1 titolo, 2 seconde classificate)
| Risultato | No. | Anno | Campionato           | Team   | Compagno di squadra | Sfidante in finale                                       | Punteggio |
| Secondo   | 1.  | 2015 | Campionato del mondo | Scozia | Peter Wright        | Inghilterra – Phil Taylor e Adrian Lewis                 | 2–3 (m)   |
| Secondo   | 2.  | 2018 | Campionato del mondo | Scozia | Peter Wright        | Paesi Bassi – Michael van Gerwen e Raymond van Barneveld | 1–3 (m)   |
| Vincitore | 1.  | 2019 | Campionato del mondo | Scozia | Peter Wright        | Irlanda – Steve Lennon e William O'Connor                | 3–1 (m)   |